# 군북초등학교 (충남)
군북초등학교는 대한민국 충청남도 금산군 군북면 두두리에 있는 공립 초등학교이다.

## 학교 연혁
| 1931년 | 4월 20일 | 군북공립보통학교 개교                  |
| 1938년 | 4월 1일  | 군북공립심상소학교로 개칭              |
| 1941년 | 4월 1일  | 군북공립국민학교로 개칭                |
| 1963년 | 1월 1일  | 충청남도로 편입                        |
| 1981년 | 3월 1일  | 병설유치원 개원                        |
| 1996년 | 3월 1일  | 군북초등학교로 교명 개칭               |
| 2015년 | 2월 13일 | 제82회 졸업(3,599명)                   |
| 2015년 | 3월 1일  | 초등6학급, 특수1학급, 유치원1학급 편성 |
| 2016년 | 2월 17일 | 제83회 졸업(3,603명)                   |

## 참고 자료
- 군북초등학교 - 한국교육학술정보원 학교알리미